# Real Academia Alfonso X el Sabio
La Real Academia Alfonso X el Sabio es una corporación de derecho público de la Región de Murcia (España), fundada en 1940 con objetivo de desarrollar la investigación en todas las áreas del saber, especialmente en lo relacionado con la cultura regional murciana.

## Historia
La Real Academia Alfonso X el Sabio fue fundada el 19 de noviembre de 1940, tras propuesta de Luis Carrasco Gómez, presidente de la Diputación Provincial de Murcia, quien expuso a los diputados una idea basada en una previa de José Ibáñez Martín, que ya propuso la fundación de la academia en febrero de 1930, momento en que quedó acordado, acuerdo que quedó en el olvido ante los avatares de la II República Española y, sobre todo, de la guerra civil española.
El 12 de abril de 1941 tuvo lugar el acto solemne de su constitución e iniciación de actividades, acto presidido por el entonces Ministro de Educación José Ibáñez Martín. La Academia funcionó bajo la tutela de la Diputación Provincial hasta su desaparición en 1982, siendo gestionada desde entonces por el Consejo de Gobierno de la Región de Murcia.
La Academia está adscrita, desde su fundación, al Consejo Superior de Investigaciones Científicas (CSIC) y forma parte de la Confederación Española de Centros de Estudios Locales y del Instituto de España.
En la actualidad, su Director es el Dr. D. Juan González Castaño (1953, Mula).

## Académicos
Son nombrados académicos personalidades destacadas de la cultura murciana. Entre las figuras que forman o han formado parte de la institución, destacan
| - Jaime Campmany Díez de Revenga - Jean Canavaggio - Juan Cano Ballesta - María Cegarra Salcedo - Luis Cervera Vera - Francisco Javier Díez de Revenga Torres - Pedro Flores García - José Fradejas Lebrero - Joaquín Gimeno Casalduero | - Manuel González Jiménez - Antonio Hernández Carpe - Fernando Jiménez de Gregorio - José María Jover Zamora - Francisco Márquez Villanueva - Mario Medina Seguí - José Planes Peñalver - Juan Pedro Quiñonero - Vicente Ramos Pérez | - Juan Romera Sánchez - José María Rubio Paredes - Emilio Sáez Sánchez - Fulgencio Saura Mira - Juan Torres Fontes - Angel Valbuena Prat - Isidoro Valverde Álvarez - Juan Bautista Vilar Ramírez |

### Académicos honorarios[7]
- Juan de Contreras y López de Ayala

- Narciso Yepes García

- Jorge Guillén

- Fernando Jiménez de Gregorio

- Manuel González Jiménez